# 西王墓村
西王墓村，位于中国河北省保定市王子坟，为保定市博野县的一个省级文物保护单位，类型为古墓葬，公布时间为1982年7月23日。
西王墓村的历史年代为。